# Староводолазька волость
Староводолазька волость — адміністративно-територіальна одиниця Валківського повіту Харківської губернії.
Найбільше поселення волості станом на 1914 рік:
- село Стара Водолага — 1580 мешканців.
- село Рокитне — 1316 мешканців.
- Карлівка — 1009 мешканців.

Старшиною волості був Дрюченко Анісій Прокопович, волосним писарем — Ситниченко Йосип Семенович, головою волосного суду — Касіяненко Федір Антонович.